# Kreuzerhöhung (Steinach im Ortenaukreis)

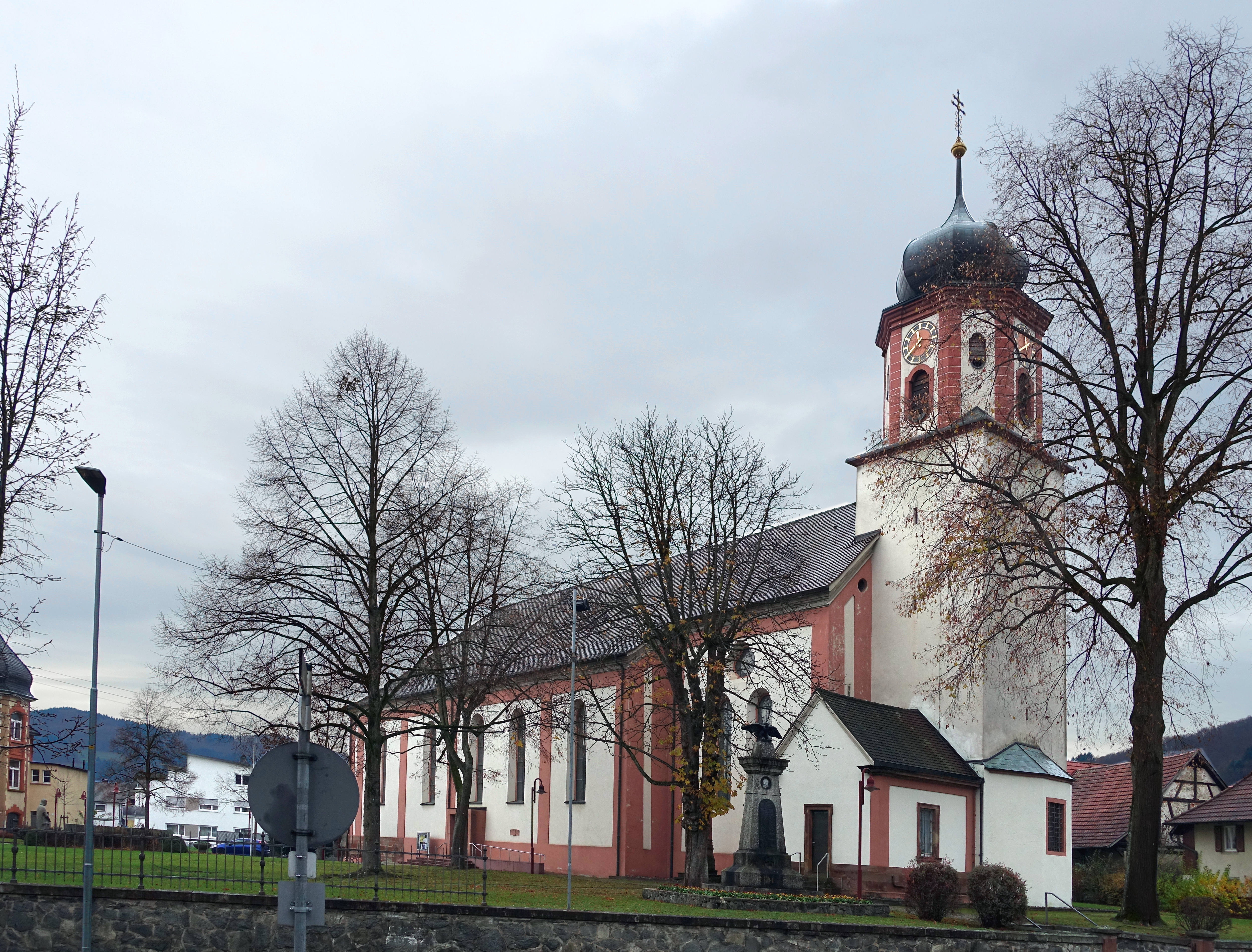
Kreuzerhöhung von Südost

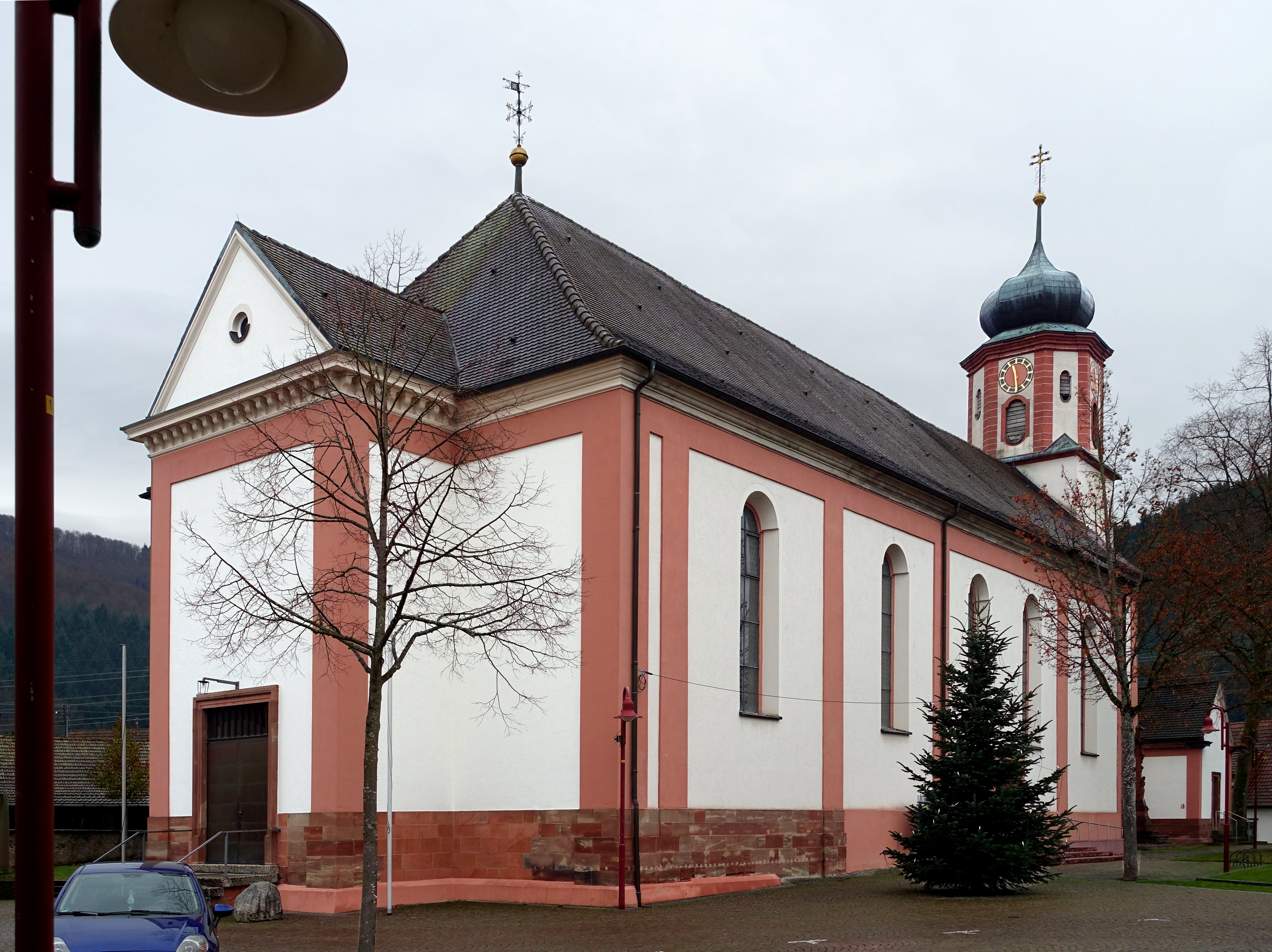
Kreuzerhöhung von Südwest

Kreuzerhöhung oder Heilig Kreuz ist der Weihetitel der römisch-katholischen Pfarrkirche von Steinach im Ortenaukreis von Baden-Württemberg. Die Pfarrgemeinde bildet mit St. Arbogast in Haslach im Kinzigtal, St. Michael in Fischerbach, St. Erhard in Hofstetten, St. Afra in Mühlenbach und St. Peter und Paul in Welschensteinach die Seelsorgeeinheit Haslach des Erzbistums Freiburg. Zudem gehört die Kirche seit der Dekanatsreform am 1. Januar 2008 zum Dekanat Offenburg-Kinzigtal. Über Geschichte und Gestalt der Kirche haben besonders der Lehrer und Heimatforscher Joseph Ludolph Wohleb (1892–1960) und der Pfarrer und Kunsthistoriker Manfred Hermann geforscht (siehe Literatur).

## Geschichte
Steinach entstand im Urwald des Kinzigtals als Rodungsinsel des Klosters Gengenbach. In der frühesten Erwähnung, die nur in einer Abschrift des 13. Jahrhunderts bekannt ist, bestätigt Papst Innozenz II. dem Kloster umfangreiche Besitztümer,

„in quibus hec propriis nominibus duximus annotanda. In mortunagia. Gengenbach. Cella. Steinach. Hademersbach. Richenbach. et quartam partem castri. Gerolteshecke. Norderaha. cum silvis et aquis. et omnibua suis appendiciis.
unter denen wir namentlich nennen zu sollen meinen: in der Ortenau Gengenbach, Zell, Steinach, Harmersbach, Reichenbach und den vierten Teil der Burg Geroldseck und Nordrach – mit ihren Wäldern, Gewässern und allem Zugehörigen.“

Vögte für Gengenbach – und damit weltliche Herren, Gerichtsherren und Schutzverpflichtete auch in Steinach – waren die Zähringer. Nach deren Aussterben 1218 gelangte die Vogtei im Erbgang an Egino V. von Urach und Freiburg und weiter an dessen Sohn Heinrich, den Stammvater der Grafen von Fürstenberg. Bei den Fürstenbergern ist Steinach mit Unterbrechungen bis zum Reichsdeputationshauptschluss 1803 und dem Frieden von Pressburg 1805 geblieben. 1806 fiel es ans Großherzogtum Baden.
Eine Pfarrei in Steinach ist erstmals 1254 bezeugt. Durch Vertrag vom 3. Oktober 1254 gab ein Gengenbacher Beamter, Ruodolf de Steina, „universa bona sua sita in parochia de Steina“ – „seine gesamten Güter in der Pfarrei Steinach“ dem Kloster zurück und erhielt dafür Klosterbesitz in Neuershausen bei Freiburg im Breisgau. Das Kirchenpatronat, also das Recht auf Einkünfte aus der Pfarrei und die Besetzung der Pfarrstelle sowie im Gegenzug die Baupflicht, lag zunächst beim Kloster, ging aber später auf die Fürstenberger über, die es bis ins 19. Jahrhundert besaßen. 1541 führte Graf Wilhelm von Fürstenberg das evangelische Bekenntnis ein, doch folgte schon 1548 unter Wilhelms Bruder Friedrich II. von Fürstenberg (1496–1559) die Rekatholisierung. 1821 kam Steinach vom Bistum Straßburg ans Erzbistum Freiburg.

## Baugeschichte
Die Fundamente des erhaltenen mittelalterlichen Chorturms gehen in die Zeit um 1150 zurück. Zur Zeit von Pfarrer Michael Lang (Pfarrer in Steinach von 1729 bis 1749) wurde eine Erneuerung und Vergrößerung dringend. Langs Nachfolger Matthaeus Gaengwisch (Pfarrer in Steinach von 1749 bis 1762, † 1768) betrieb sie mit großem Eifer. „Erstlich“ zeige sich, „daß die hiesige Pfarrkirche, zu welcher circa 1200 Personen eingepfarret seiend, ad summum bequemlich 400 Pfarrangehörige fasse, folgsam nicht einmal vor die Hälfte suffizient seie“. Zweitens sei die Kirche „ohnedas in sehr ruinosem Zustand, die mehrste Fenster sind zerbrochen, die Kirchenstühl verfaulet.“ Drittens sei der Chor viel zu klein und dunkel, viertens der Boden in der Sakristei höher als im Chor, „mithin sechs Staffeln hoch hineinzugehen. Dahin gehet eine Tür, <...> aus welcher ich nicht hinein- noch hinausgehen kann, sondern hinein- und herausschliefen muß, dahero der auch noch sehr wenig vorhandene Kirchenornat notwendig mit ganzem Gewalt muß zerrissen werden.“ Fünftens gebe es keinen Beichtstuhl.

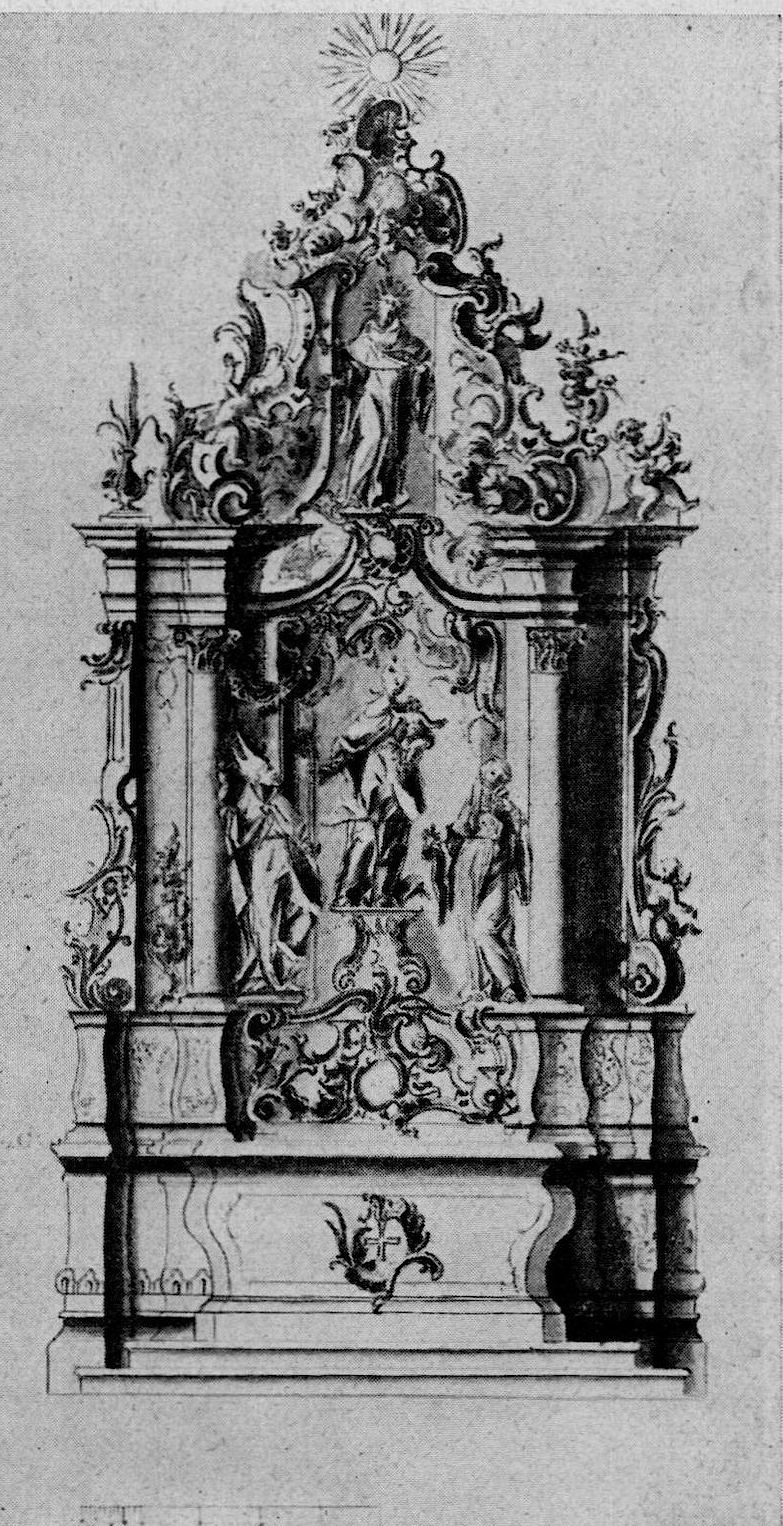
Entwurf Biehelers für den linken Seitenaltar

1748 legten die fürstenbergischen Amtsleute dem Fürsten Joseph Wilhelm Ernst zu Fürstenberg-Stühlingen eine Kostenschätzung vor und regten an, dass „der ganze Thurm stehen bleiben, und künftighin zur Sacristey <...> Employret werden könte“. Anfang 1750 stimmte die fürstliche Hofkammer zu. Ob nur Reparatur oder Neubau, das sollte entschieden werden, sobald der fürstenbergische Baumeister Franz Joseph Salzmann „aus Italien, welcher bis medio Martii retournieren soll, wiederum allhier eingetroffen sein wird“. Kreuzerhöhung wurde Salzmanns erster Kirchenbau, dem als nächster St. Bartholomäus im nahen Oberwolfach folgte.
Als Salzmann am 4. April eintraf, war die alte Kirche bereits bis auf den Turm abgebrochen und ein Neubau nach Plänen der Amtsleute begonnen. Salzmann nahm einige Änderungen vor. Er setzte unter anderem durch, „daß der Glockhen Thurn etwas erhöhet, und eine Kuppel, um solchen in einen thaurhaften Stand vollkommen herzustellen, darauf gebauet werde.“ Im November 1750 war der Bau so weit gediehen, dass man sich der Ausstattung wegen an den Fürsten wandte und Entwürfe Franz Xaver Biehelers (1726–1787), eines Stiefbruders von Pfarrer Gaengwisch, für den Hauptaltar und den linken Seitenaltar, den Altar der von Pfarrer Lang 1731 gegründeten Bruderschaft Beatae Mariae Virginis de Consolatione, Maria Trost, vorlegte. Die Kammer antwortete jedoch:

„Nachdeme wir auf den neuerstellten Pfarrkirchenbau zu Steinach bereits einen ziemlich beträchtlichen Unkosten verwendet haben, so seine wir keineswegs gewillet, all dasjenige, was an Altären, Kanzel und inwendigen Erfordernussen annoch weiteres abgängig sein mag, auf einmal, und zwar auf eine so kostsbare Weis, wie Ihr hierzu den Antrag machet, herstellen und vollständig ausmachen zu lassen, dannenhero die Anschaff- und Verfertigung der Altären für dermalen noch einigen Anstand gewinnen mag. Hingegen haben wir die Herstellung einer Kanzel zur Verkündigung des Wortes Gottes vorzüglich nötig und vor ohnumgänglich erachtet.“

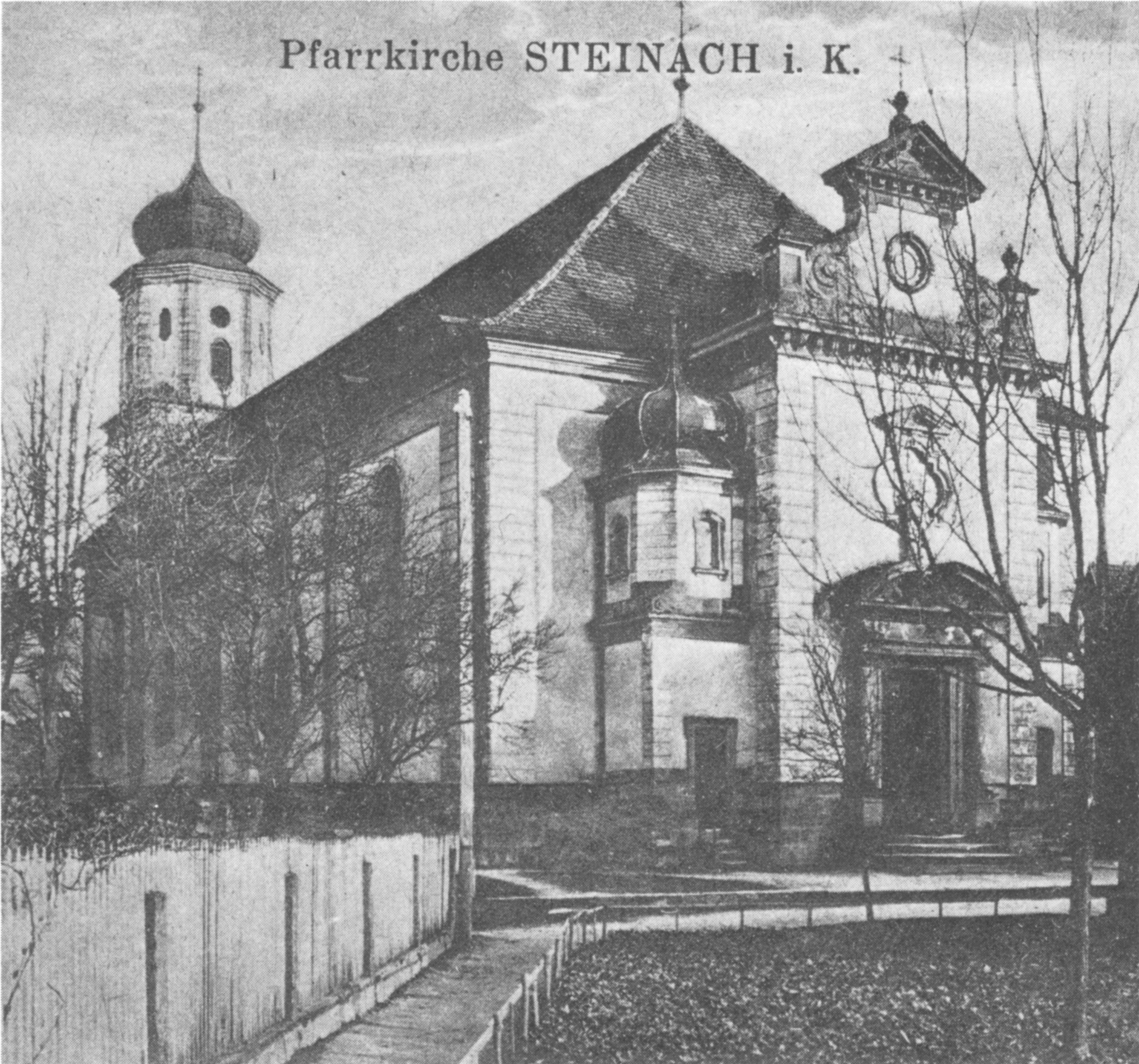
Kreuzerhöhung von Nordwest um 1900

Die Kanzel müsse aber einfacher und billiger werden. Unter vielen Verhandlungen dauerte die Ausstattung mit Altären bis 1777; Pfarrer Gaengwisch erlebte sie nicht mehr.
1889 wurde Kreuzerhöhung nach Westen verlängert. 1933, 1953, 1968 und 1996 folgten Restaurierungen. Der Neorenaissanceschmuck der Westerweiterung wurde dabei beseitigt.

## Gebäude
Die Kirche erhebt sich auf dem heute parkähnlichen, von einer Mauer umgebenen ehemaligen Friedhof. Auf dem quadratischen mittelalterlichen Unterteil des Turms sitzt Salzmanns achteckiges Glockengeschoss, an den Ecken sandsteinverblendet, mit verschieden hoch angeordneten Fenstern und einer Zwiebelhaube. Der ehemalige Chor im Unterteil des Turms, kreuzgratgewölbt und mit dem dreiseitigen Schluss etwas über die Ostwand des Turms hinausragend, ist heute Sakristei. Nach Westen folgen der neue, zwei Fensterachsen tiefe Chor und dann das fünf Fensterachsen tiefe Langhaus. „Sehr geschickt hat Architekt Salzmann die beiden Fensterachsen des Chores durch ein barock geschwungenes Oberlicht gekoppelt; ein Motiv, das dem Bau Lebendigkeit verleiht.“

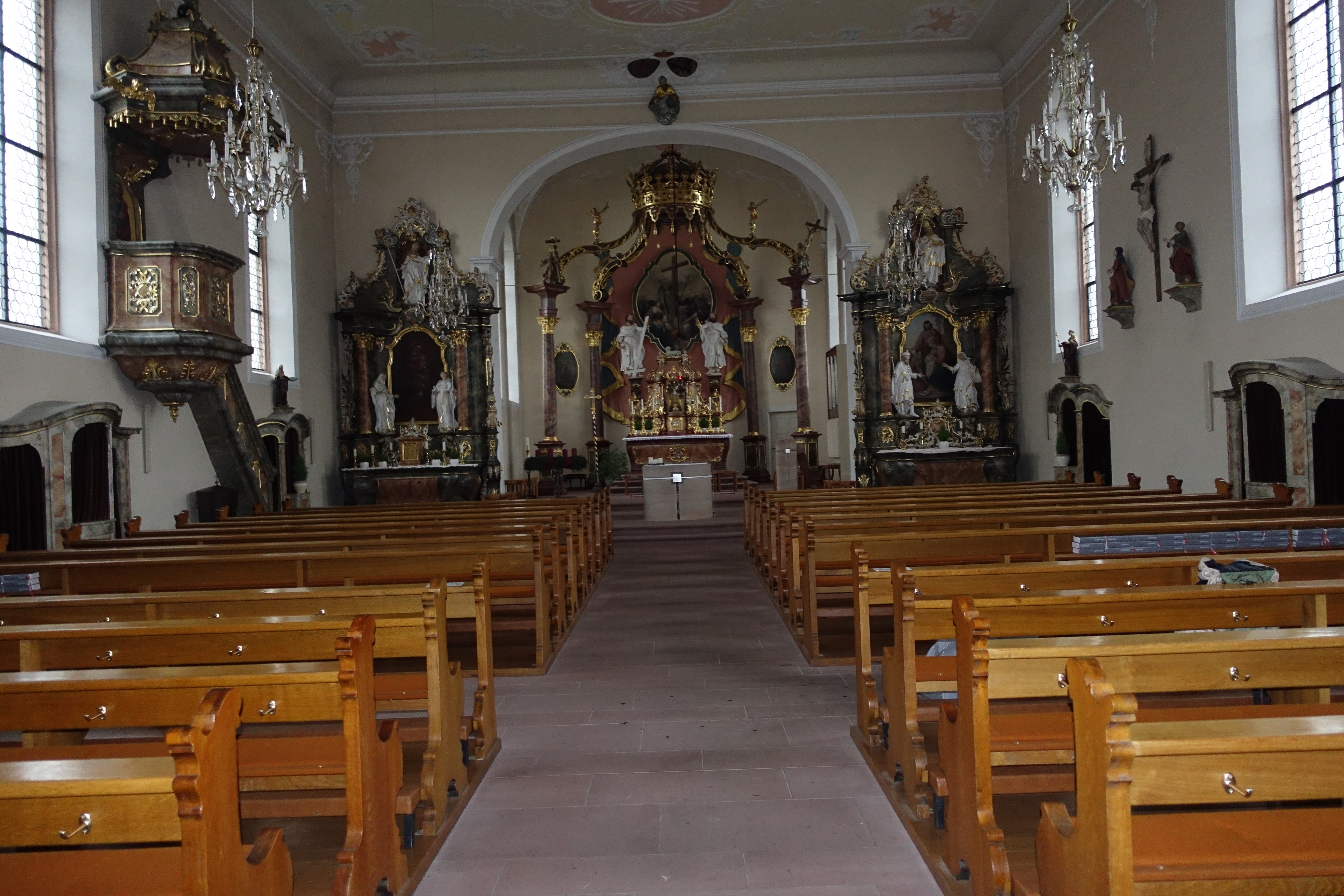
Inneres nach Osten

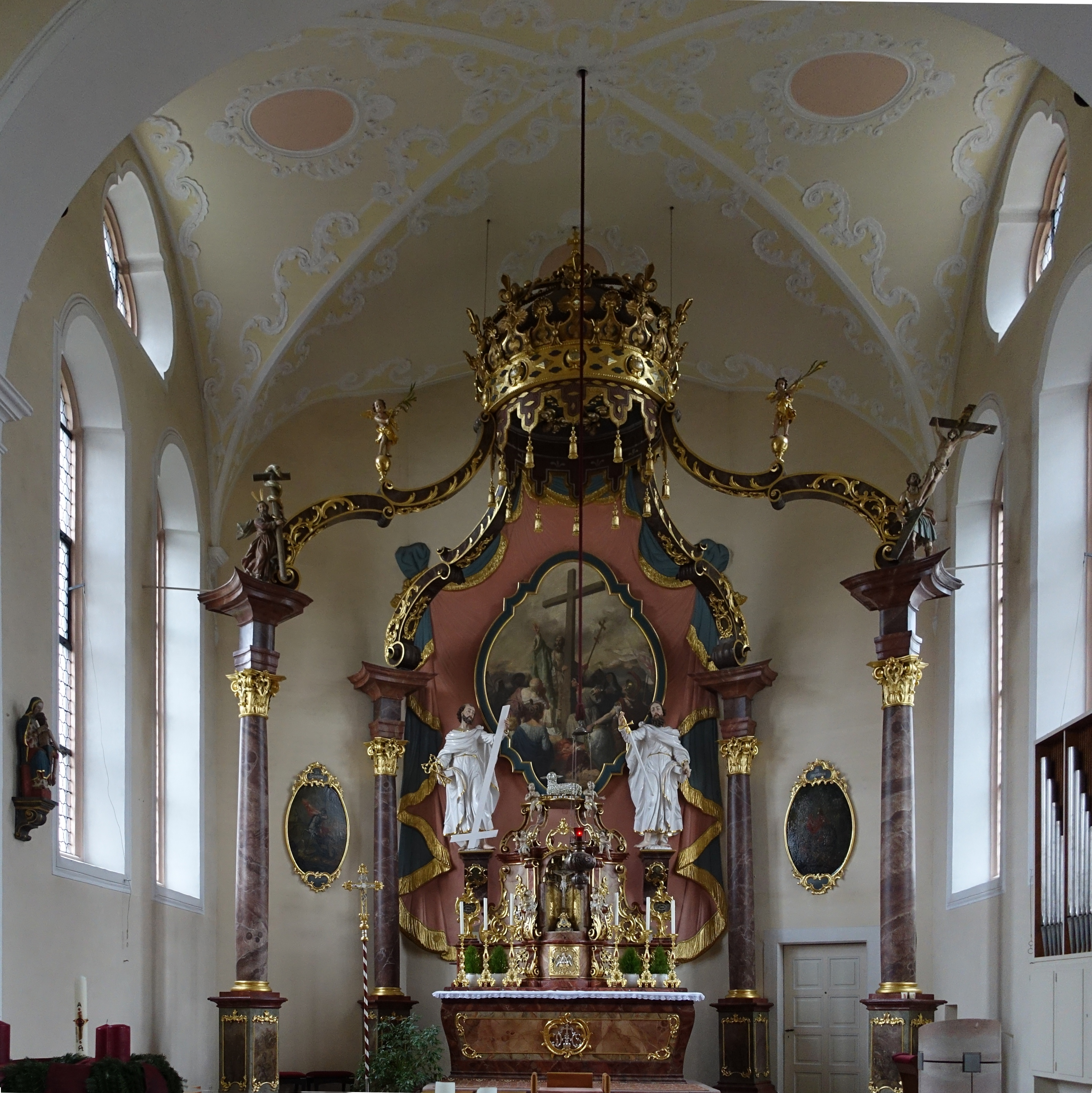
Chor und Hochaltar

Den Eintretenden empfängt ein Saal. Ein Gesimsband umspannt ihn knapp unterhalb der Hohlkehle, die zur flachen Decke überleitet. Stuck-Rokoko-Ornamente des aus Schwaben stammenden Hans Jerg Lechner zieren die Decke und, sondern Gemäldefelder aus, die nie bemalt waren bis auf das westlichste über der Orgel, das zu der Erweiterung von 1889 gehört und dessen Bild der heiligen Cäcilia von Rom 1953 beseitigt wurde.
Ein Korbbogen führt in den Chor. Sein Kreuzgratgewölbe ist ähnlich verziert wie das Schiff. „Durch die Fenster und Oberlichter flutet viel Helligkeit in den Chor, so daß das Weiß der Wände und Decke aufstrahlt und der Besucher vor über 200 Jahren rasch das Dunkel des einstigen Chores vergaß.“

## Ausstattung
Nach der Ablehnung der Entwürfe Biehelers fertigten Hans Jörg Sutter als Schreiner und Joseph Kaltenbach (1735–1805), ein Schüler Matthias Fallers, als Bildhauer 1777 einen Hochaltar, „bei dem die Architektur weitgehend aufgelöst und nahezu auf ein ‚Skelett‘ reduziert wurde. Über schräggestellten Postamenten steigen vier Säulen mit gut geschnittenen Kapitellen auf, von deren Gebälk sich Volutenspangen zu einer mächtigen, lambrequingezierten Krone emporschwingen.“ Über der linken äußeren Säule steht Mose mit der an einem Kreuz erhöhten ehernen Schlange (Num 21,6-9 ), nach dem Johannesevangelium-Typos Symbol für den gekreuzigten Jesus (Joh 3,14-15 ), der über der rechten äußeren Säule von einem Soldaten hochgehalten wird. Das Gemälde der Erhöhung des Kreuzes Christi, vor einem roten Vorhang aus Stuck, schuf 1898 Karl Schmieder. Seitlich stehen die weißen Figuren der Apostel Petrus und Paulus. Der Tabernakel ist reich mit Rokoko-Ornamenten verziert. „Hübsch die vier kleinen Putten zuseiten der Kreuznische und die beiden an der von vier Volutenspangen getragenen Platte mit dem Lamm Gottes“ (Joh 1,29 ).

Seitenaltäre
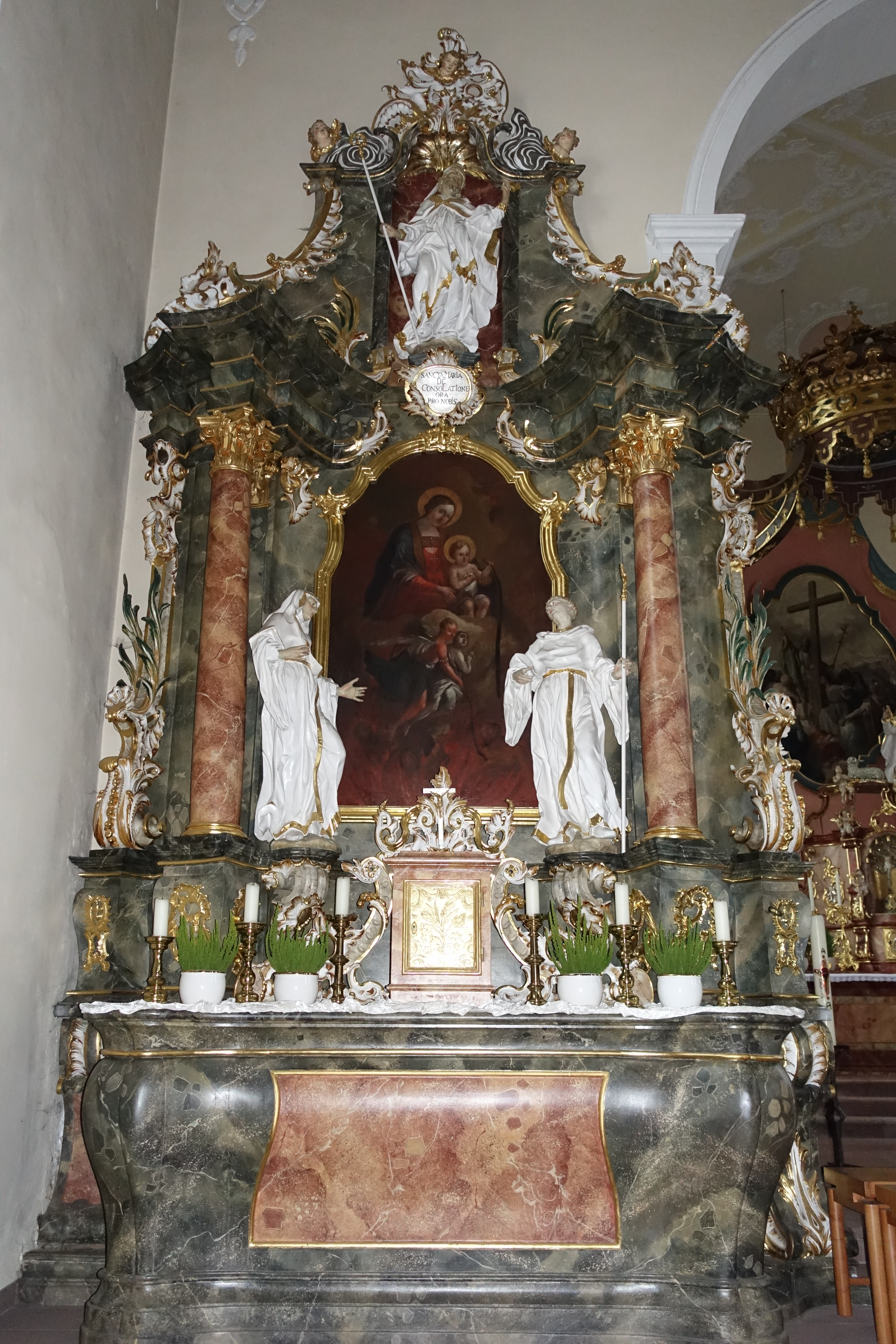
Linker Seitenaltar
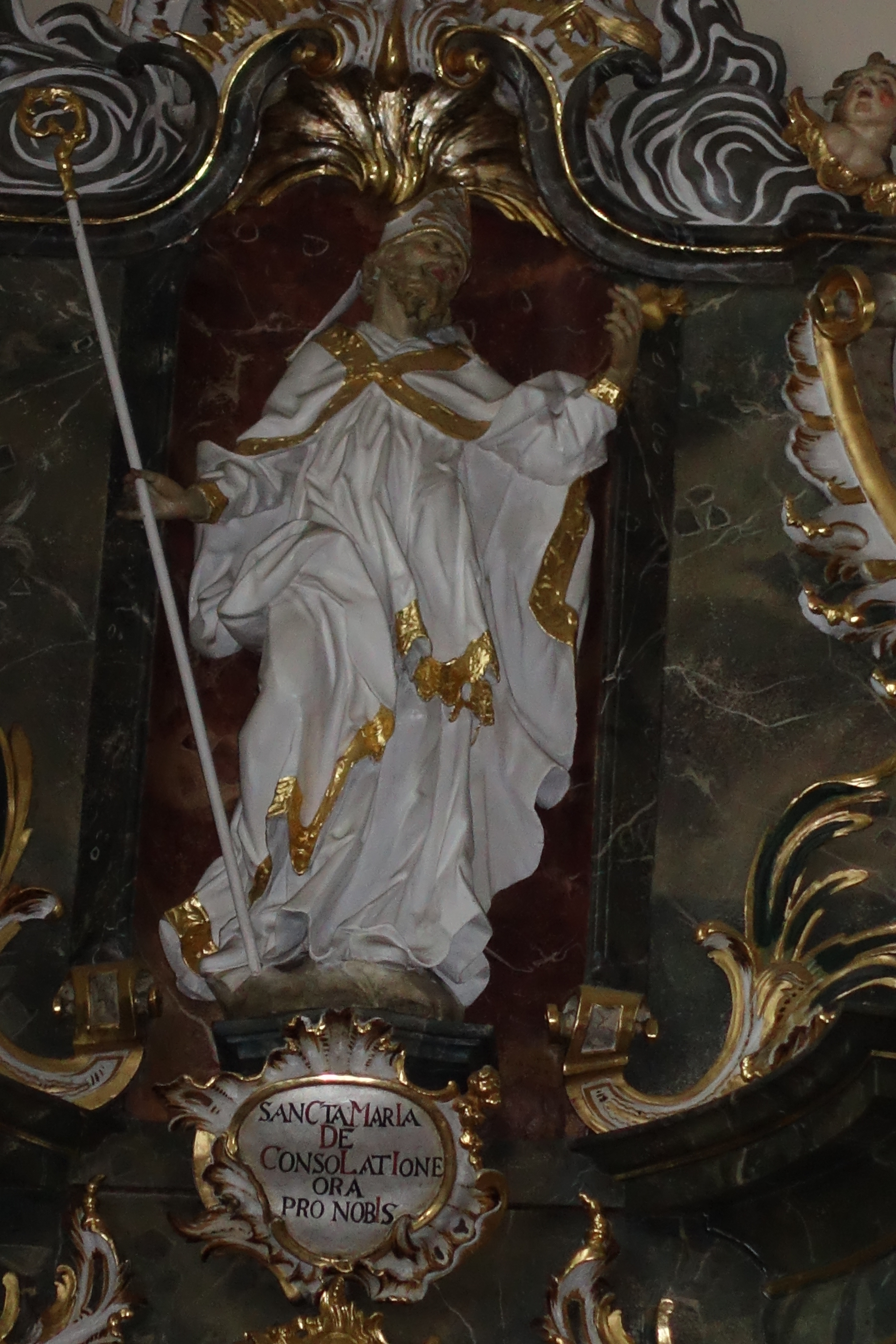
Augustinus
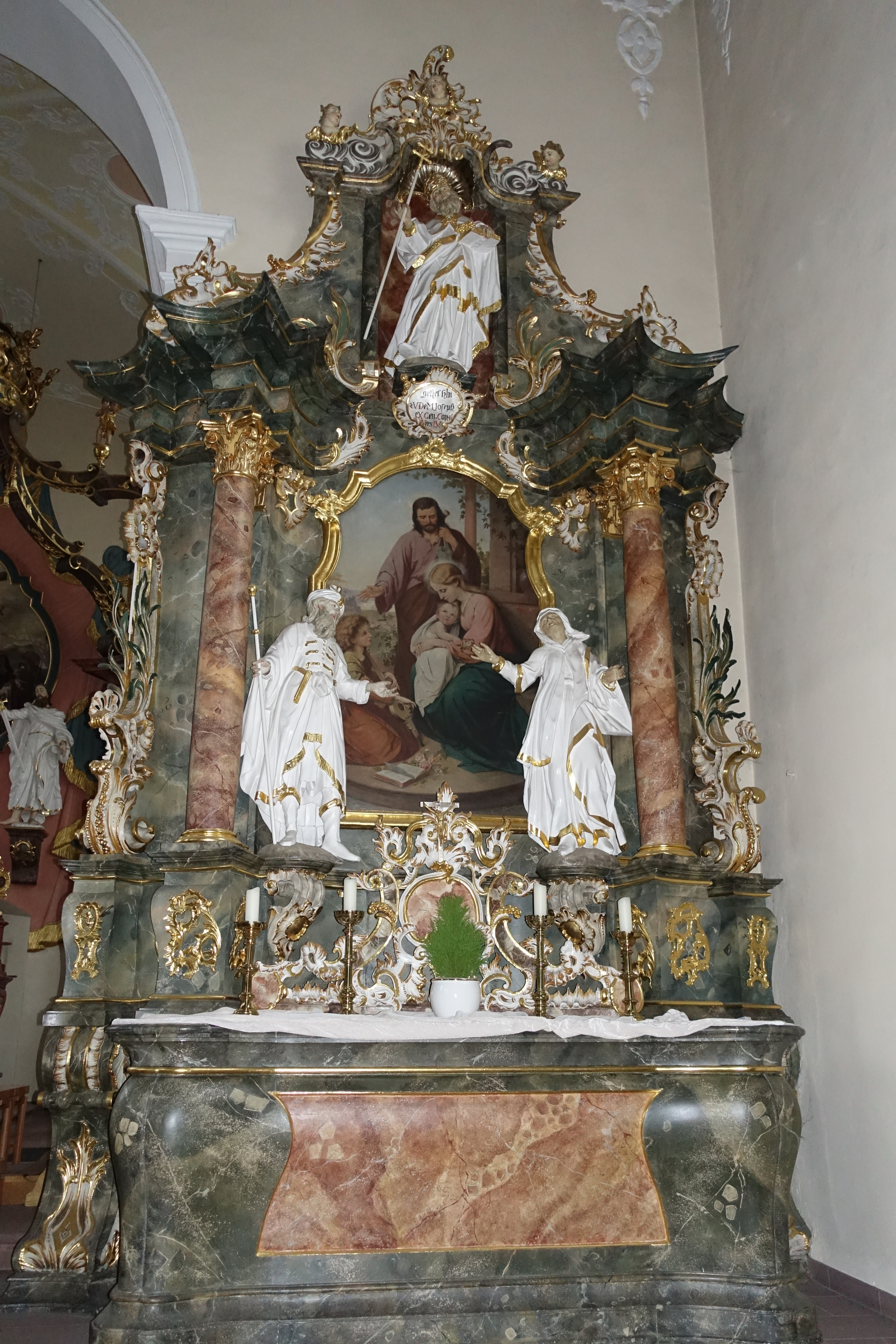
Rechter Seitenaltar
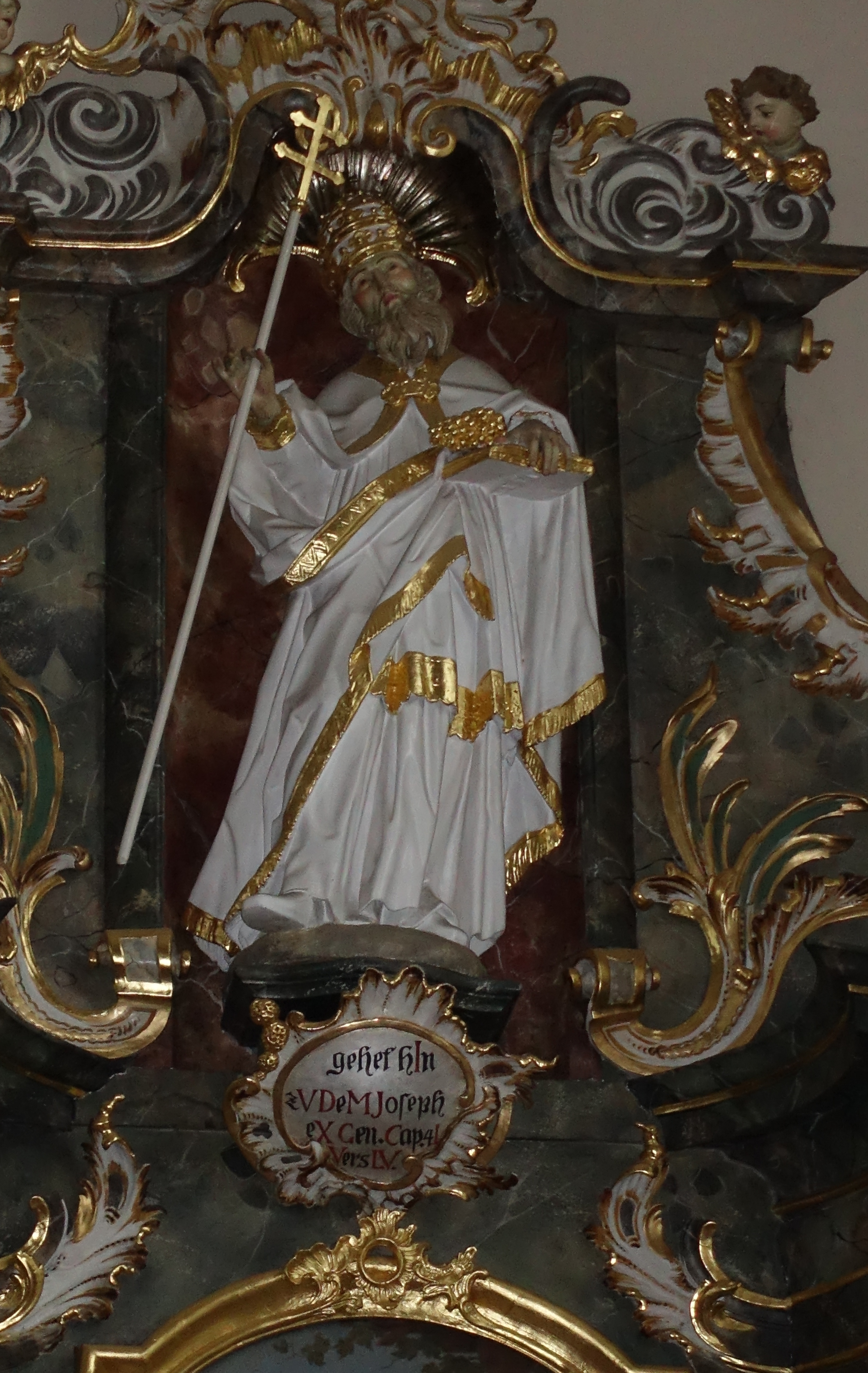
Urban

Den linken Seitenaltar schuf Bieheler wohl 1753 nach einem gegenüber seinem ersten Entwurf vereinfachten Plan. Zuoberst steht der heilige Augustinus, kenntlich an dem brennenden Herz in seiner linken Hand, „ein überzeugendes Werk des Rokoko“. Die Schrift darunter nennt die Bruderschaft: „Sancta Maria de Consolatione ora pro nobis.“ Im Gemälde Johann Herrmanns aus Rottenburg am Neckar zieht das auf dem Schoß Marias sitzende Jesuskind an einem schwarzen Band eine arme Seele aus den Fegefeuer, während darunter ein Engel einer weiteren Seele mit einem schwarzen Band denselben Dienst erweist: Einen schwarzen Gürtel trugen die Mitglieder der Bruderschaft als Abzeichen. Die großen Plastiken sind nach Manfred Hermann Monika von Tagaste und Nikolaus von Myra.

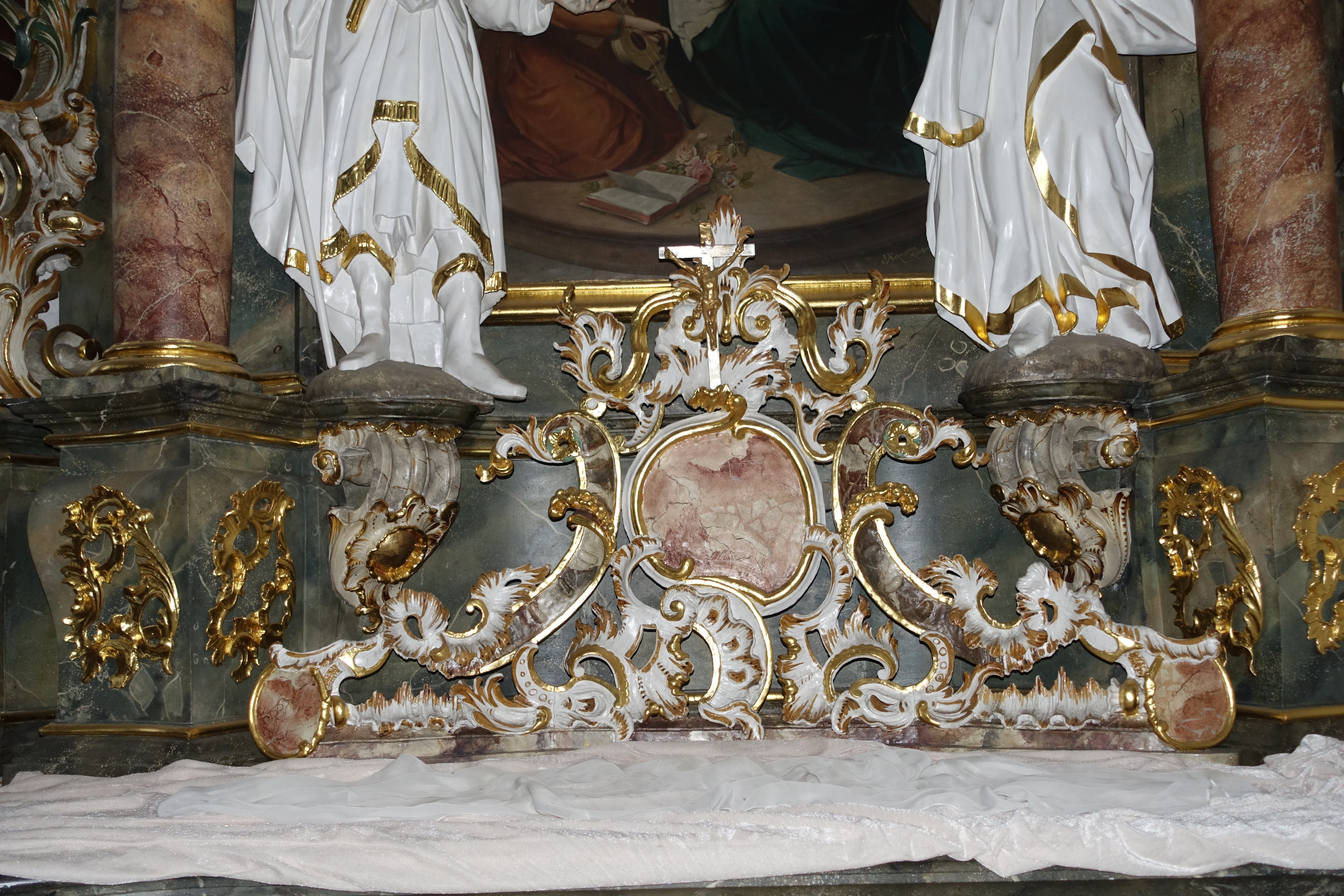
Predella des rechten Seitenaltars

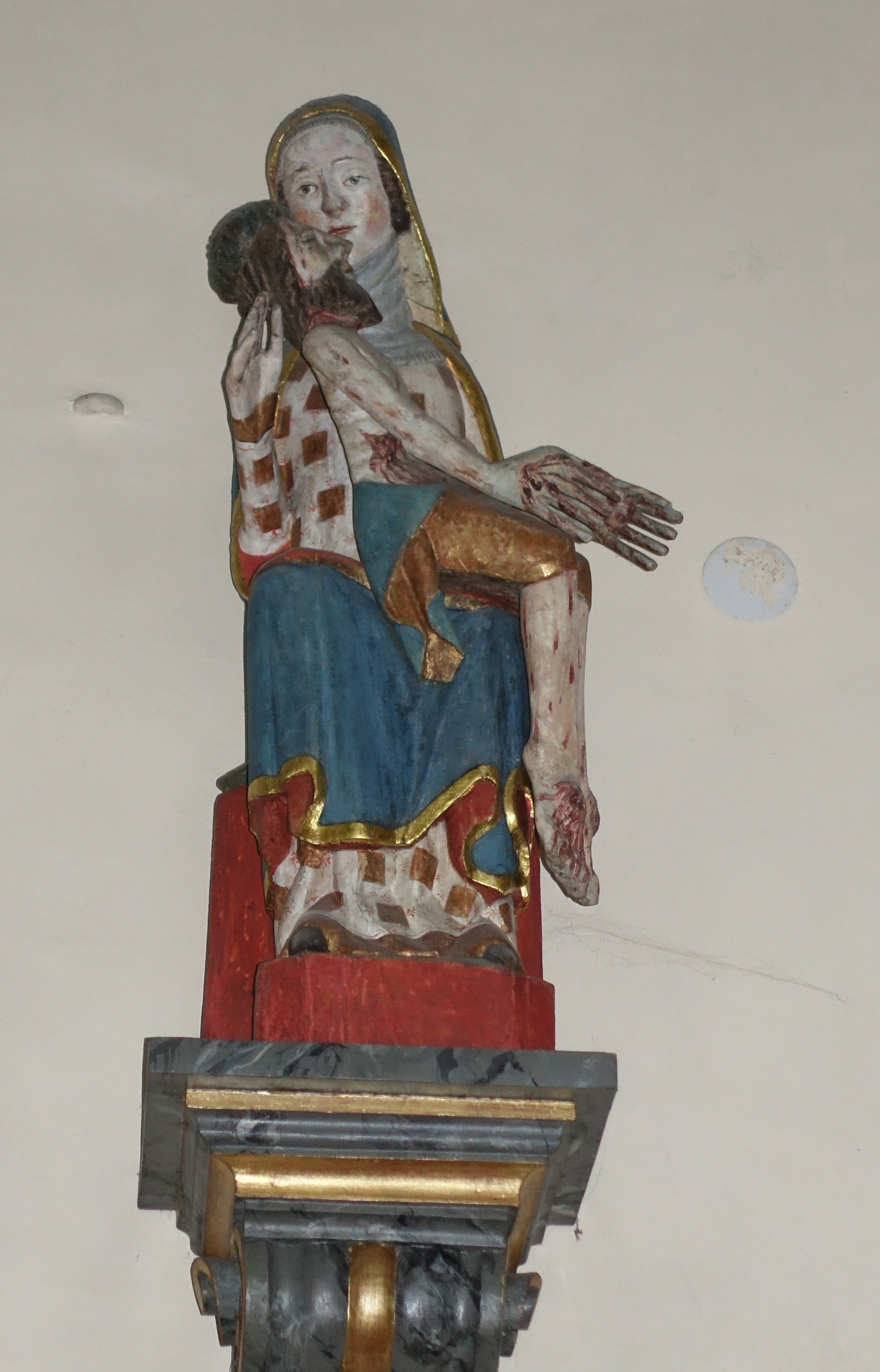
Pieta

Wie der Hochaltar wurde der rechte Seitenaltar, dem heiligen Josef geweiht, erst 1777 von Hans Jörg Sutter und Joseph Kaltenbach angefertigt. Er ist dem älteren linken angepasst. Kaltenbachs Statuen stellen die legendären Eltern Marias Joachim und Anna dar. Das Gemälde der Heiligen Familie von 1888 ersetzt ein älteres des Johann Herrmann aus Rottenburg. Zuoberst weist Papst Urban I. mit Weintrauben auf dem Buch in seiner linken Hand auf früheren Weinbau in Steinach hin. „Besonders beachtenswert ist das Muschel- und Rankenwerk, das als Predella auf dem Altartisch steht. Es ist wohl die schönste Dekorationsschnitzerei, die wir von Kaltenbach kennen.“
Die schlichte Kanzel von 1750 bereicherte Kaltenbach 1777 mit den Evangelistensymbolen und den Tafeln der zehn Gebote am Deckel.
An der Wand des Chors steht eine etwas derb, bäuerlich geschnitzte Pietà von etwa 1350. Sie stammt aus der Steinacher Kapelle Maria Schnee.